# Neoplan Transliner
Neoplan Transliner — туристический автобус, который производился с 1992 по 2000 год в нескольких различных модификациях фирмой Neoplan. Его преемниками стали Neoplan Euroliner; Neoplan N3516 и Neoplan Tourliner.

## Общее описание
Данный автобус может иметь от 9 до 15 метров в длину, поэтому его использование варьируется от междугородного (9 метров) до туристического (12 метров). Первые модификации начали появляться с 1992 года, однако уже в 1993 Transliner был переделан под вид современных туристических лайнеров. Чаще встречаются автобусы длины 11-13 метров. В высоту автобус имеет не менее 3 м и не более 3,4 м, однако лобовое стекло не разделено пополам.
Перёд автобуса сильно изогнутый, что очень характерно для автобусов фирмы «Bova». Изогнутый перёд даёт возможность ещё больше расширить ветровое стекло и «спрятать» стеклоочистители в отделение ниже лобового стекла наверху переда. Эмблема «Neoplan» расположена в левой части переда. Ниже перёд разделён, и под полосой расположены 6 фар освещения. Ещё ниже установлены 2-4 противотуманные фары. Ещё ниже расположен сварной, чётко очерченный бампер, к которому прикрепляется номер.
Автобус имеет две двери, которые открываются параллельно кузову, как у всех современных лайнеров. Автобус по бокам имеет 5-6 габаритных огней и 5 фар с каждой стороны сзади. Двигатель находится в заднем свесе, прямо в задней части автобуса или с левой стороны. Обычно автобус двухосный в модификациях 9-12 метров и трёхосный при длине 13-15 метров.
Багажный отсек открывается вручную или с помощью нажатия соответствующей кнопки на панели приборов. Колёса автобуса обычно дисковые, шины 275/80R. Салон вмещает до 52 пассажиров при 12 метровой конструкции и 54-58 в 13-15 метровой. Единственной проблемой салона стало небольшое расстояние между рядами.

## Модификации
- Neoplan N312 ; также U/K[1]
- Neoplan N314 ; также U/K
- Neoplan N316 (/3); также L/U/K/SHD
- Neoplan N316 ; также UL/KL/SHDL
- Neoplan N318 (/3); также U/K/SHD
- Neoplan N321 (/3); также U/K

## Технические характеристики
| Параметр                         | Neoplan N312 U/K    | Neoplan N314 U/K     | Neoplan N316 L/U/K/SHD | Neoplan N316/3 UL/KL/ SHDL | Neoplan N318/3 U/K/SHD | Neoplan N321/3 U/K   |
| -------------------------------- | ------------------- | -------------------- | ---------------------- | -------------------------- | ---------------------- | -------------------- |
| Габаритные размеры, мм           | 9330×2500×3260…3300 | 11250×2500×3250…3300 | 12000×2500×3100…3620   | 13700×2500×3100…3620       | 15000×2500×3100        | 18000×2500×3260…3300 |
| Передний свес, мм                | 2350                | 2620                 | 2870                   | 2870                       | 3065                   | 3330                 |
| Задний свес, мм                  | 2850                | 3330                 | 3330                   | 3180                       | 3305                   | 3330                 |
| Колёсная база, мм                | 4750                | 5300                 | 5800—6050              | 6350+1300                  | 7330+1300              | 5950—6120            |
| Высота в салоне, мм              | 2060—2120           | 2060—2230            | 2060—2120              | 2060—2120                  | 2060—2120              | 2060—2120            |
| Клиренс, мм                      | 350                 | 350                  | 350                    | 350                        | 350                    | 350                  |
| Вместимость багажного отсека, м³ | 3,5—4,5             | 4—5                  | 4—10                   | 6—11,5                     | 6—11,5                 | 5—7                  |
| Диаметр поворота, м.             | 18,0                | 19,5                 | 15,4                   | 15,4                       | 15,4                   | 15,4                 |
| Ёмкость топливного бака, л.      | 210                 | 250                  | 330                    | 370                        | 400                    | 400                  |
| Нагрузка на 1/2 / (3) ось, кг    | 7100/11500          | 7100/11500           | 7100/11500             | 7100/11500/6500            | 7100/11500/6500        | 7100/11500/11500     |
| Полная масса, т.                 | 18,0                | 18,0                 | 21,45                  | 25,0                       | 25,5                   | 28,0                 |
| Максимальная скорость, км \ ч    | 120                 | 120                  | 120                    | 125                        | 120                    | 120                  |